# Héctor Silva Hernández
Héctor Raúl Silva Hernández (San Salvador, 16 de agosto de 1996) es un politólogo, comunicador, columnista, activista y político salvadoreño; compitió en las elecciones municipales de 2021 como candidato a gobernador de la capital de San Salvador bajo la bandera del partido Nuestro Tiempo, convirtiéndose en el candidato más joven en competir para dicho puesto, si bien no logró su objetivo, se desempeñó como Concejal de la Alcaldía de San Salvador durante el periodo de 2021-2024.En las elecciones legislativas de 2024 fue candidato a diputado en la casilla 1 del listado bajo la bandera del mismo partido, representando al departamento de San Salvador sin lograr ser electo.

## Biografía

### Estudios y familia
Es hijo del periodista e investigador Héctor Silva Avalos y de la periodista independiente Rosarlin Hernández Lazo; es, además, nieto del fallecido exalcalde de San Salvador el izquierdista Héctor Silva Argüello que gobernó bajo la coalición de FMLN-Convergencia Democrática-Movimiento de Unidad.(1997-2003).
Es Licenciado en Ciencias Políticas con especialización en comunicación política por la Universidad de Massachusetts, Amherts, Estados Unidos.

### Trayectoria laboral
- Asistente Administrativo en Gimnasios de El Salvador (mayo 2016 - agosto 2016).
- Social Media Manager en Revista Factum (agosto 2016 - marzo 2017).
- Columnista de Opinión en El Faro (Diciembre 2016 - Actualidad).
- Asesor en temas de migración y estrategia comunicacional en la oficina del Diputado Johnny Wright Sol (Junio 2016 - Septiembre 2017).

### Trayectoria política
Desde 2018 a 2021 fue Director de Juventud del partido Nuestro Tiempo, cargo que dejó para poder postularse a la Alcaldía de San Salvador en las elecciones de 2021. Dentro de sus propuestas de campaña estuvieron:
- Crear un Sistema Municipal de Cuidados, con Unidades Municipales de Cuidados (UMC) que ofrezcan espacios para niñas y niños, adultos mayores y personas con discapacidades y así aliviar la carga de mujeres.
- Fortalecer los Comités Locales de Prevención de desastres a través de capacitaciones y presupuesto.
- Impulsar la economía local.
- Disminuir los desechos sólidos y promover la separación de la basura en barrios o colonias, para un plan de recolección, tratamiento y disposición.
- Crear una Academia Urbana de Arte.

Si bien no alcanzó los votos necesarios para liderar la alcaldía, desde junio de 2021 funge como Concejal electo para el periodo 2021-2024.
Ha mantenido una participación activa dentro de la política no solo a nivel regional sino a nivel nacional, cuestionando el actuar del Ejecutivo y Legislativo.
Para las elecciones generales de 2024 se presenta nuevamente como candidato a gobernar la alcaldía del nuevo municipio de San Salvador Centro, del departamento de San Salvador bajo la bandera del partido Nuestro Tiempo.Luego de una sorpresiva decisión, Héctor Silva decidió a finales de octubre de 2023 no competir por la alcaldía de San Salvador Centro, por el contrario, decidió liderar el listado de candidaturas para buscar una diputación en la Asamblea Legislativa por el departamento de San Salvador.Este maniobra no le resultó favorable, pues no logró alcanzar el umbral de votos necesarios para poder ser electo. Sus propuestas estaban centradas en mejorar el acceso a la vivienda, mejorar la economía y el respeto hacia la naturaleza.
Se sabe que tuvo que abandonar el país por 17 días por haber sido notificado de que se encontraba bajo vigilancia y que, a su juicio, ameritaba refugiarse temporalmente y evaluar la amenaza. A su criterio, se relaciona directamente con el caso en su contra que abrió el diputado de Nuevas Ideas y jefe de fracción Christian Guevara por supuesta difamación.

## Historial electoral

### Elecciones municipales
| Año  | Votos  | %               | Resultados      | Notas | Municipio    |
| ---- | ------ | --------------- | --------------- | --- | ------------ |
| 2021 | 7,441  | \| \| 4.14 % \| | Electo Concejal | Los regidores son distribuidos de manera proporcional y plurinominal al número de votos obtenidos, según el modelo de cocientes y residuos. | San Salvador |
|      | 4.14 % |                 |                 | |              |

### Elecciones legislativas
| Año  | Votos  | %               | Resultados | Notas | Departamento |
| ---- | ------ | --------------- | ---------- | ----- | ------------ |
| 2024 | 21,151 | \| \| 1.95 % \| | No electo  |       | San Salvador |
|      | 1.95 % |                 |            |       |              |